# آراندا د دوئرو
آراندا د دوئرو (به اسپانیایی: Aranda de Duero) یک شهرستان در اسپانیا است که در Ribera del Duero واقع شده‌است.